# Organización del Fútbol del Interior
La Organización del Fútbol del Interior (por sus siglas, OFI), es una sociedad civil de carácter deportivo que rige el fútbol de todo el Uruguay, excepto el departamento de Montevideo. Fue fundada el 14 de julio de 1946 y tiene su sede en la ciudad de Montevideo.

## Historia
Desde fines del siglo XIX, cuando el fútbol arribó al Uruguay, más precisamente a Montevideo, quedó centralizado en esa ciudad y tardó varios años en expandirse hacia otros Departamentos. Pasados algunos años se empezaron a fundar las primeras Ligas en algunas ciudades del interior, inclusive torneos regionales, pero recién en 1946 todas las Ligas decidieron formar una organización de carácter nacional. Años después se empezaron a jugar los primeros torneos nacionales. Con el pasar de los años se convirtió en la organización deportiva más grande de Uruguay, superando a la AUF, ya que tiene afiliados a más de 83.000 jugadores, de los cuales 35.000 tienen 20 años o menos.

## Estructura
En la actualidad la OFI está formada por 61 ligas regionales que conforman 35 selecciones, agrupadas en cuatro confederaciones:
- Confederación del Este (19 ligas): Canelones Interior (4), Cerro Largo Capital e Interior (2), Lavalleja Capital e Interior (2), Maldonado Capital e Interior (2), Rocha Capital e Interior (2), y Treinta y Tres Capital e Interior (2).
- Confederación del Litoral (17 ligas): Artigas Interior (2), Paysandú Interior, Río Negro Capital e Interior (2), Rivera Interior (3), Salto Interior (3), y Soriano Capital e Interior (4).
- Confederación del Litoral Norte (5 ligas): Artigas Capital, Paysandú Capital, Rivera Capital, Salto Capital, y Tacuarembó Capital.
- Confederación del Sur (20 ligas): Canelones Capital, Colonia Capital e Interior (8), Durazno Capital e Interior, Flores, Florida Capital e Interior (2), San José Capital e Interior, y Tacuarembó Interior (2).

## Consejo Ejecutivo
Estos son los dirigentes elegido por las ligas para manejar la OFI en el período 2014/2017:
- Presidente: Gustavo Bares (San José)
- Vicepresidente: Gustavo Gómez (Dolores)
- Secretario: Alcides Larrosa (Minas)
- Prosecretario: Dr. Luis Bermúdez (Durazno)
- Tesorero: Eduardo Mosegui (Sauce, Canelones)
- Protesorero: Luis Fabiani (San Jacinto, Canelones)
- Consejeros Titulares: Eduardo Píriz (Rocha)

## Campeonatos

### A nivel de selecciones
- Campeonato de Selecciones del Interior (1951/52-presente)
- Campeonato de Selecciones del Interior Sub-18 (1976/77-presente)
- Campeonato de Selecciones del Interior Sub-15 (1993-presente)
- Copa San Isidro de Curuguaty (1956-presente), en conjunto con UFI de Paraguay

### A nivel de clubes
- Copa Nacional de Clubes (1965-presente)
- Campeonato de Fútbol Femenino del Interior (2000-presente)
- Campeonato Sub-16 de Fútbol Femenino del Interior (2013-presente)
- Supercopa AUF-OFI (2021-presente)
- Copa Amateur (2023-presente)
- Copa Nacional de Clubes de Fútbol Sala (2023/24-presente)[3]

### Torneos extintos

#### Torneos extintos de selecciones
- Campeonato de Selecciones del Interior Sub-17 (1987-1996) (extinto)
- Torneo Nacional Sub-18 de Uruguay (1997-2004), en conjunto con AUF (extinto)

#### Torneos extintos de clubes
- Torneo Mayor de Clubes Campeones del Interior (1998-2000) (extinto)
- Supercopa de Clubes Campeones del Interior (1971-1992) (extinto)
- Recopa El País de Clubes del Interior (1991-1992) (extinto)
- Torneo Integración de Uruguay (1993-1994-1996), en conjunto con AUF (extinto)
- Campeonato Nacional Femenino de Uruguay (2001 y 2003), en conjunto con AUF (extinto)

### Sistema de clasificación
El fútbol del interior uruguayo tiene por cada departamento uno o varias ligas que tienen su actividad a lo largo de cada temporada. Terminada cada temporada se definen el o los clasificados a la Copa Nacional de Clubes a disputarse al año siguiente. Los equipos que juegan la Copa Nacional de Clubes siguen participando en sus ligas locales. Desde la temporada 1998 a la 2000 el Torneo Mayor relegó a la Copa El País, hoy llamada Copa Nacional de Clubes, como una segunda categoría.
A nivel de selecciones departamentales, pueden participar dos por departamento; una por el sector capital y otra por el sector  interior, en caso de existir (Flores es el único departamento sin sector interior).
Si un departamento tiene más de una liga del sector interior, éstas deben eliminarse previamente para determinar quién lo representa en el Campeonato de Selecciones.